# ونسا پوز
ونسا گابریلا پوز لوی (به اسپانیایی: baˈnesa γaˈβɾiela ˈpose ˈleβi) زاده ۱۲ مارس ۱۹۹۰ در کاراکاس ، ونزوئلا بازیگر سریال های تلویزیونی است .

## بیوگرافی
پدر او اروگوئه ای و مادرش کوبایی است. او دارای دو برادر دو قلو به نام آندرس وآلخاندرو است.

## فیلم ها

### تلویزیون
| سال       | عنوان                            | نقش            | توضیحات بیشتر |
| --------- | -------------------------------- | -------------- | ------------- |
| 2012      | شجاع دل (Corazón Valiente)       | Emma Arroyo    |               |
| 2010-2011 | ارورا(Aurora)                    | Vicky Hutton   |               |
| 2010      | الیسا کجاست؟ (?Dónde está Elisa) | Elisa Altamira |               |
| 2006      | Voltea pa' que te enamores       | Alegría Guzmán |               |
| 2005      | Con Toda el Alma                 | María Victoria |               |